# Lucas Ansah-Peprah
Pour les articles homonymes, voir Ansah et Peprah.
Lucas Ansah-Peprah, né le 16 janvier 2000, est un athlète allemand spécialiste des épreuves de sprint.

## Biographie
Il se classe 5e du relais 4 × 100 m des Jeux olympiques de 2020 à Tokyo.
Il remporte la médaille de bronze du relais 4 × 100 m lors des championnats d'Europe 2024 à Rome, en compagnie de Owen Ansah, Deniz Almas et Kevin Kranz.

## Palmarès
| Date | Compétition                       | Lieu    | Résultat | Epreuve   | Temps         |
| ---- | --------------------------------- | ------- | -------- | --------- | ------------- |
| 2018 | Championnats du monde juniors     | Tampere | 3e       | 200 m     | 39 s 22       |
| 2019 | Championnats d'Europe juniors     | Borås   | 1er      | 4 × 100 m | 39 s 79       |
| 2021 | Relais mondiaux                   | Chorzów | 1er      | 4 × 200 m | 1 min 22 s 43 |
| 2021 | Championnats d'Europe par équipes | Chorzów | 3e       | 100 m     | 10 s 35       |
| 2021 | Championnats d'Europe par équipes | Chorzów | 1er      | 4 × 100 m | 38 s 73       |
| 2021 | Jeux olympiques                   | Tokyo   | 5e       | 4 × 100 m | 38 s 12       |
| 2024 | Championnats d'Europe             | Rome    | 3e       | 4 × 100 m | 38 s 52       |

## Records
| Épreuve | Performance | Lieu              | Date            |
| ------- | ----------- | ----------------- | --------------- |
| 100 m   | 10 s 00     | La Chaux-de-Fonds | 14 juillet 2024 |